# Makasze (obwód miński)
Makasze (biał. Макашы; ros. Макаши) – wieś na Białorusi, w obwodzie mińskim, w rejonie nieświeskim, w sielsowiecie Horodziej.

## Historia
W dwudziestoleciu międzywojennym leżały w Polsce, w województwie nowogródzkim, w powiecie nieświeskim, w gminie Horodziej. W 1921 miejscowość liczyła 438 mieszkańców, zamieszkałych w 81 budynkach, w tym 310 Polaków i 128 Białorusinów. 275 mieszkańców było wyznania rzymskokatolickiego i 163 prawosławnego.
Po II wojnie światowej w granicach Związku Sowieckiego. Od 1991 w niepodległej Białorusi.